# قطعنامه ۵۵۵ شورای امنیت
قطعنامه ۵۵۵ شورای امنیت سازمان ملل متحد که در تاریخ ۱۲ اکتبر ۱۹۸۴ تصویب شد، سندی بین‌المللی دربارهٔ اسرائیل-لبنان است. این قطعنامه طی نشست ۲۵۵۹ام با ۱۳ موافق، ۰ مخالف و ۲ ممتنع تصویب شد.